# アルガーノン・キングスコート
アルガーノン・キングスコート（Algernon Kingscote, 1888年12月3日 - 1964年12月21日）は、イングランドの男子テニス選手。インドのバンガロールで生まれる。第1次世界大戦の終戦後、1919年の全豪選手権（現在の全豪オープンテニス）男子シングルスで優勝した人である。地元開催のウィンブルドン選手権では、1920年に男子ダブルス準優勝があった。フルネームは Algernon Robert Fitzhardinage Kingscote （アルガーノン・ロバート・フィッツハーディネージ・キングスコート）といい、“Algie”（アルギー）という愛称で呼ばれた。右利きの選手。

## 来歴
キングスコートの家族は、父親のハワード・キングスコート（1845年 - 1917年）はイギリス軍の大佐であり、母親のアデライン・ジョージナ・イザベラ・ウルフ（1860年 - 1908年）は有名な著述家であった。1888年12月3日、アルガーノンがこの両親の間の第3子として生まれた頃、両親は仕事の関係でインドのバンガロールに住んでいた。母親はこのインド在住期間の経験をもとに、2冊の著書を世に送り出した。 
キングスコートの第1次世界大戦前のテニス成績では、記録が残っているものは1914年のウィンブルドン選手権2回戦だけである。1914年に始まった世界大戦で、彼はイギリス陸軍の高級将校を務め、戦争の英雄となった。戦争は1918年11月に終結し、1919年からグランドスラム大会やデビスカップなど、テニス競技大会の開催が再開された。終戦後に再開された最初のイベントは、1919年ウィンブルドン選手権である。キングスコートは「チャレンジ・ラウンド」（挑戦者決定戦）決勝まで勝ち進んだが、ジェラルド・パターソン（オーストラリア）に 2-6, 1-6, 3-6 で敗れ、前回大会（世界大戦前の1914年）優勝者ノーマン・ブルックスへの挑戦権を逃した。（注：当時のウィンブルドン選手権では、大会前年度優勝者を除く選手たちによる「チャレンジ・ラウンド」の後、それを制した選手が前年度優勝者と決勝を戦う「オールカマーズ・ファイナル」方式を採用していた。）ウィンブルドン選手権終了後、彼はデビスカップにもイギリス代表選手として初参加し、イギリスは決勝でフランスを破って優勝した。
キングスコートが優勝した1919年全豪選手権は、実際の開催年月は1920年1月後半になる。彼がオーストラリアへの遠征を決めた理由は、開戦直後に行われた1914年デビスカップ決勝（1914年8月6日-8日にかけて、アメリカ・マサチューセッツ州ボストンにある「ロングウッド・クリケット・クラブ」で実施）で「イギリスがオーストラリアに負けたから」だったという。 （彼自身は、その時の代表選手ではなかった。）ところが、彼は大会初日に腕の捻挫を起こし、1回戦の試合出場を断念すると宣言した。これに対して、大会主催者が彼のために治療日を設け、試合日程を1日後にずらしたという。それで気力を回復した彼は、ニューサウスウェールズ州大学チャンピオンとの1回戦を順調に乗り切り、続く準々決勝でアルフレッド・ビーミッシュと顔を合わせたが、同国選手のビーミッシュが不戦敗を宣言する。準決勝でジェームズ・アンダーソンを下した彼は、決勝でエリック・ポックリーを 6-4, 6-0, 6-3 のストレートで圧倒し、初優勝を果たした。彼の全豪選手権出場は、この1度だけである。（以上の記述は、下記参考文献のうちブルース・マシューズ著の『ゲーム・セット・栄冠－オーストラリア・テニス選手権の歴史』9ページを参照した。）
全豪選手権優勝から半年後、キングスコートは1920年のウィンブルドン選手権男子ダブルスで準優勝した。パートナーは同じイギリスのジェームズ・パークと組んだが、決勝でアメリカペアのリチャード・ウィリアムズ＆チャールズ・ガーランド組に 6-4, 4-6, 5-7, 2-6 で敗れ、準優勝に終わった。この大会のシングルスでは、4回戦でビル・チルデンに敗退している。（チルデンは自著『ローンテニスの芸術』の第13章で、キングスコートのプレーに関する詳細な説明を残した。）その後は1921年・1924年のベスト8が最高成績であった。キングスコートの活動期間中に、ウィンブルドン選手権ではトーナメントのシステムが変更され、1921年を最後に「チャレンジ・ラウンド」と「オールカマーズ・ファイナル」が廃止された。1922年から、すべての選手が1回戦からトーナメントに出場する方式になり、現在に至っている。
1924年、キングスコートはパリ五輪でオリンピックに出場したが、シングルス4回戦でジャン・ボロトラ（フランス）に 1-6, 3-6, 1-6 で完敗した。彼はこの年までデビスカップのイギリス代表選手を務め、1927年のウィンブルドン選手権2回戦敗退を最後に競技テニスから引退した。彼はイギリス陸軍の職業軍人として、第2次世界大戦にも従事した。全豪選手権優勝とウィンブルドン選手権での活躍から40年ほど後、アルガーノン・キングスコートは1964年12月21日にイングランド・サリー州ウォーキングにて76年の生涯を終えた。